# Liste de grandeurs viscoélastiques
Cette liste répertorie les grandeurs viscoélastiques (ou caractéristiques/propriétés viscoélastiques) d’un matériau viscoélastique, utilisées en mécanique des milieux continus. Ces résultats quantitatifs peuvent être donnés par un analyseur mécanique dynamique (DMA) ou, hors mesures en traction, compression et flexion, par un rhéomètre. Les grandeurs dépendent de la fréquence de sollicitation (dans le cas des essais périodiques), de la vitesse de sollicitation (cas par exemple d’un essai de traction) ou du temps. Un essai au cours duquel la contrainte (ou la déformation) est appliquée de façon sinusoïdale, à une fréquence f, équivaut à celui (quasi statique) de fluage ou de relaxation de contrainte à un temps t = 1/ω.
| Nom                                                              | Symbole ou relation | Remarque et/ou relation                                                          |
| ---------------------------------------------------------------- | ------------------- | -------------------------------------------------------------------------------- |
| Tangente de l’angle de phase, tan delta                          | tan δ(ω)            | tan δ(ω) = E’’(ω) / E’(ω) = D’’(ω) / D’(ω)                                       |
| Module de conservation en traction-compression, en flexion       | E’(ω)               | Caractérise la rigidité du matériau viscoélastique ; indique l’énergie conservée |
| Module de perte en traction-compression, en flexion              | E’’(ω)              | Indique l’énergie dissipée                                                       |
| Module complexe en traction-compression, en flexion              | E*(ω)               | E*(ω) = E’(ω) + i E’’(ω) ; \|E*\| = (E’2 + E’’2)½                                |
| Module de conservation en cisaillement, en torsion               | G’(ω)               | Caractérise la rigidité du matériau viscoélastique ; indique l’énergie conservée |
| Module de perte en cisaillement, en torsion                      | G’’(ω)              | Indique l’énergie dissipée                                                       |
| Module complexe en cisaillement, en torsion                      | G*(ω)               | G*(ω) = G’(ω) + i G’’(ω) ; \|G*\| = (G’2 + G’’2)½                                |
| Complaisance de conservation en traction-compression, en flexion | D’(ω)               | Indique l’énergie conservée                                                      |
| Complaisance de perte en traction-compression, en flexion        | D’’(ω)              | Indique l’énergie dissipée                                                       |
| Complaisance complexe en traction-compression, en flexion        | D*(ω)               | D*(ω) = D’(ω) - i D’’(ω) = 1 / E*(ω)                                             |
| Complaisance de conservation en cisaillement, en torsion         | J’(ω)               | Indique l’énergie conservée                                                      |
| Complaisance de perte en cisaillement, en torsion                | J’’(ω)              | Indique l’énergie dissipée                                                       |
| Complaisance complexe en cisaillement, en torsion                | J*(ω)               | J*(ω) = J’(ω) - i J’’(ω) = 1 / G*(ω)                                             |
| Module de relaxation de contrainte en traction                   | E(t)                |                                                                                  |
| Module de relaxation de contrainte en cisaillement               | G(t)                |                                                                                  |
| Complaisance de relaxation de contrainte en traction             | 1 / E(t)            |                                                                                  |
| Complaisance de relaxation de contrainte en cisaillement         | 1 / G(t)            |                                                                                  |
| Complaisance de fluage en traction                               | D(t)                |                                                                                  |
| Complaisance de fluage en cisaillement                           | J(t)                |                                                                                  |
| Module de fluage en traction                                     | 1 / D(t)            |                                                                                  |
| Module de fluage en cisaillement                                 | 1 / J(t)            |                                                                                  |
| Viscosité dynamique                                              | η’(ω)               | η’(ω) = G’’(ω) / ω ; indique l’énergie dissipée                                  |
| Viscosité complexe                                               | η*(ω)               | η*(ω) = η’(ω) - i η’’(ω) = G*(ω) / i ω = (G’’(ω) / ω) - i (G’(ω) / ω)            |